# Port Terminal (Kobe Port Liner)
Port Terminal (ポートターミナル, Pōto Tāminaru-eki) est une station de la Port Liner du métro automatique de Kobe New Transit. Elle est située au Port de Kobe dans l'arrondissement Chūō-ku de Kobe, dans la préfecture de Hyōgo au Japon.
Mise en service en 1981, elle est desservie par les rames de la Port Liner. Elle est en correspondance avec le terminal passagers du Port de Kobe.

## Situation sur le réseau

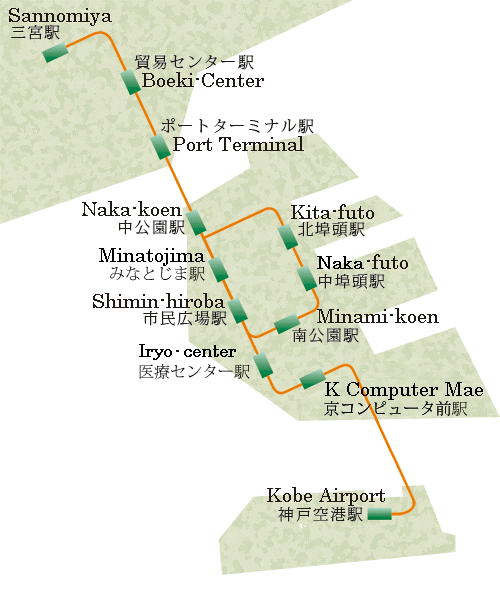
Plan de la ligne.

Établie en aérien Port Terminal est une station de passage de la Port Liner de Kobe New Transit. Elle est située entre la station Bōeki Center, en direction du terminus nord Sannomiya, et la station Naka Kōen,  en direction du terminus sud Aéroport de Kobe.
Elle dispose d'un quai central encadré par les deux voies en impasses de la ligne.

## Histoire
La station Port Terminal est mise en service le 5 février 1981, lorsque la compagnie Kobe New Transit ouvre à l'exploitation les 6,4 km, avec neuf stations, de la première section de sa ligne Port Liner de son métro automatique.

## Services aux voyageurs

### Accès et accueil
Établie Shinko Pier n°4, elle dispose d'un accès au niveau du sol qui donne sur le hall principal avec les tourniquets de contrôle et la billetterie. Des escaliers, escaliers mécaniques et ascenseurs permettent l'accès au niveau +1 du quai central de la station.

Installations
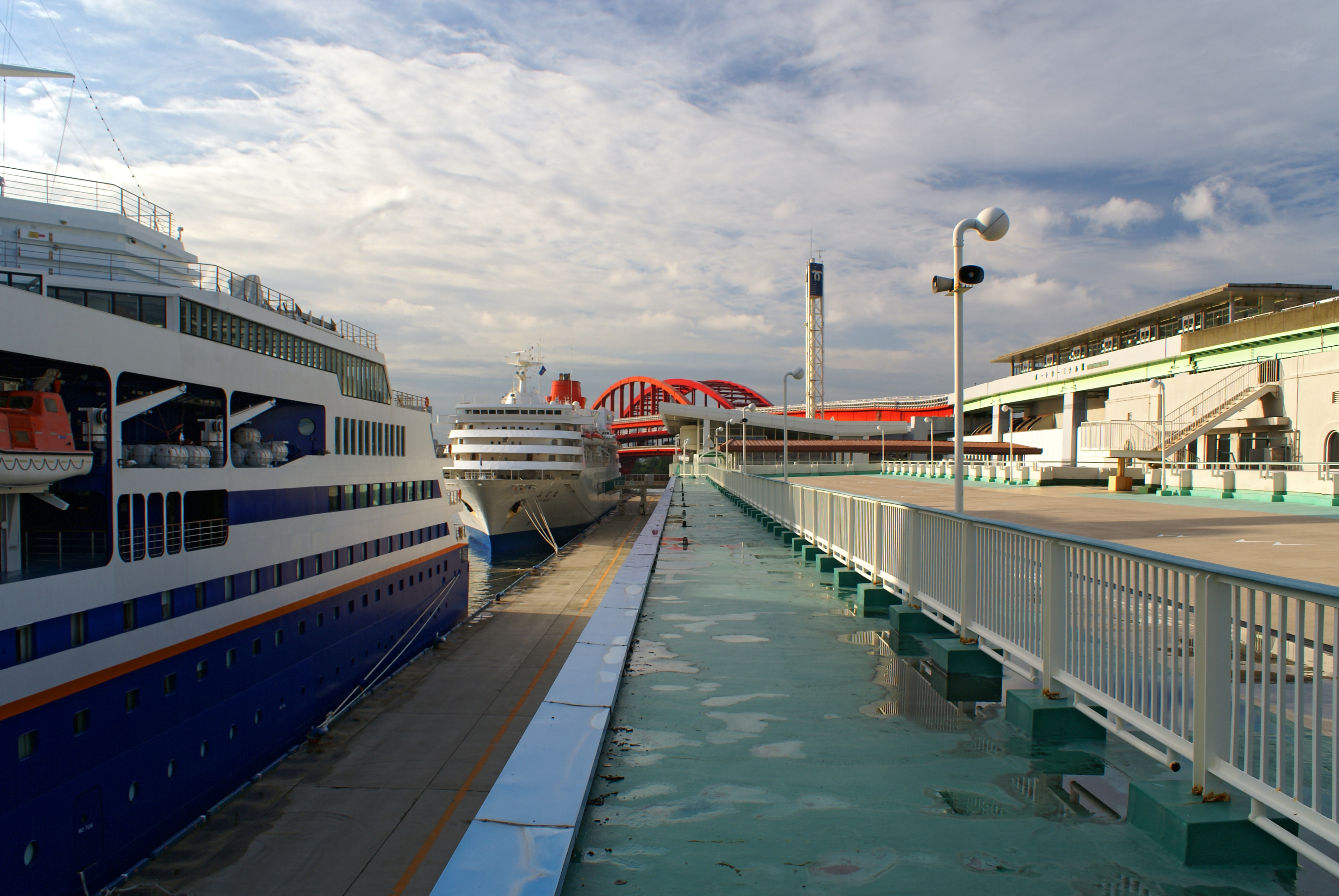
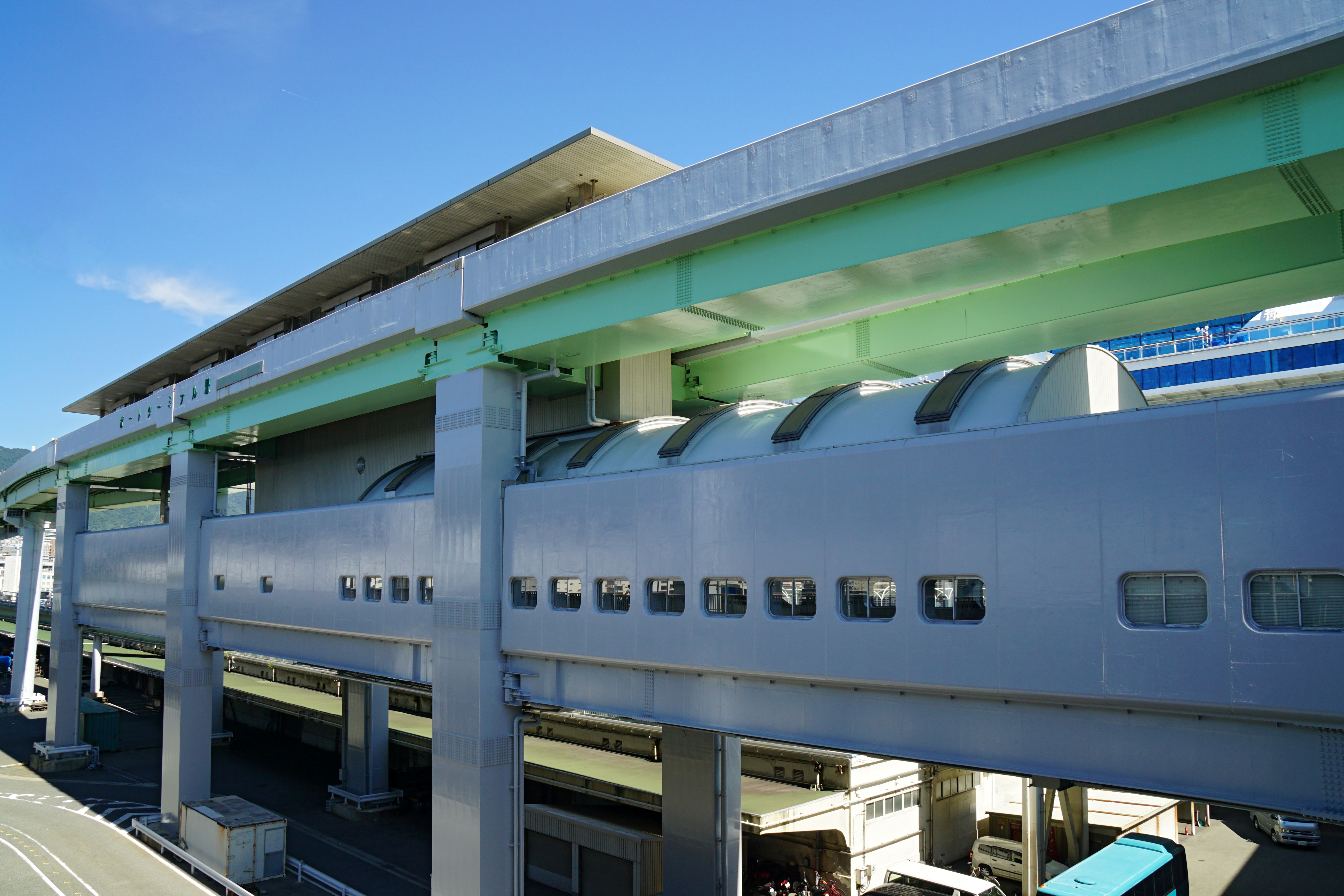
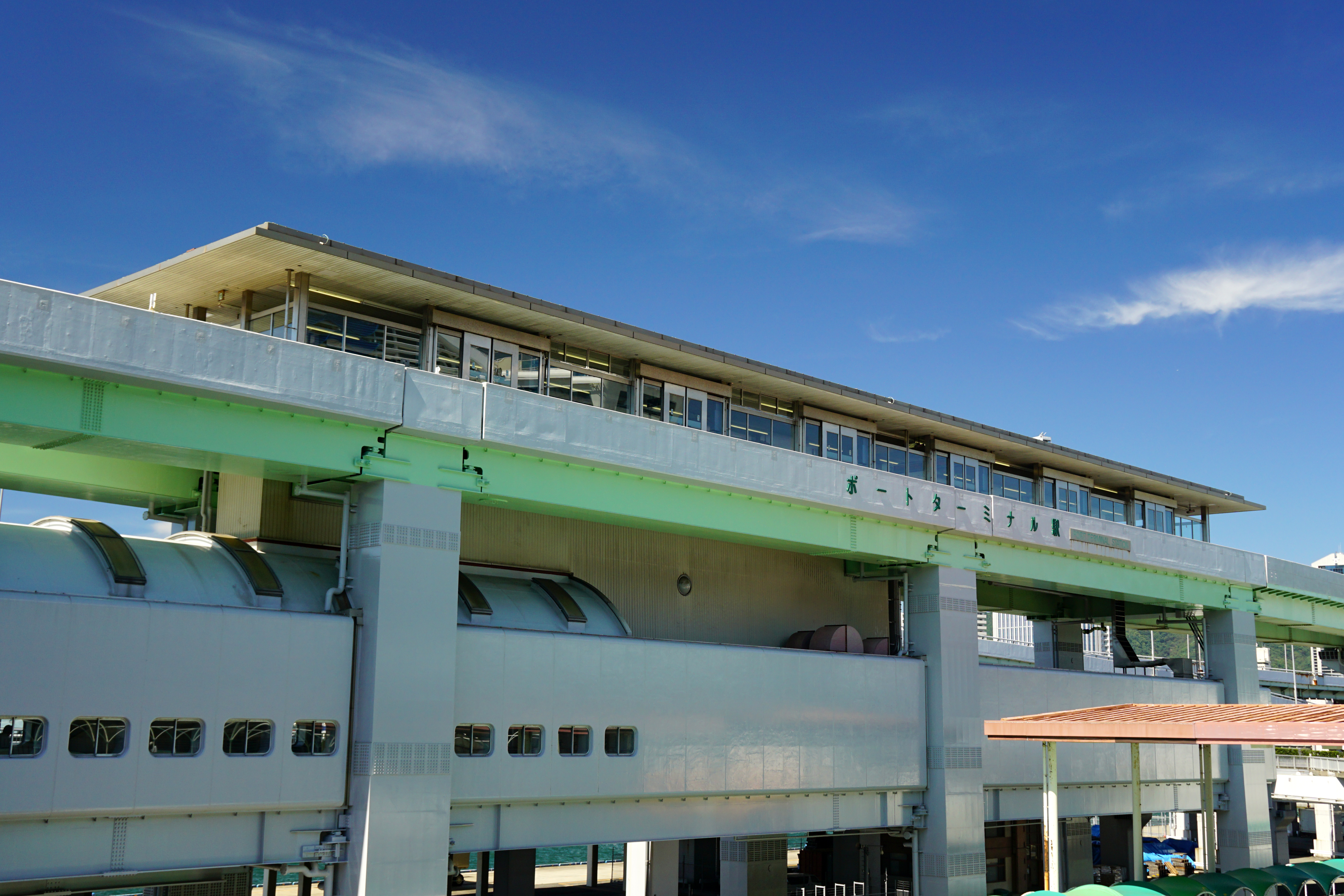

### Desserte
Port Terminal est desservie par les rames effectuant la relation Sannomiya Aéroport de Kobe et la relation en boucle de Sannomiya à Sannomiya via Kita Futō.

Installations et desserte
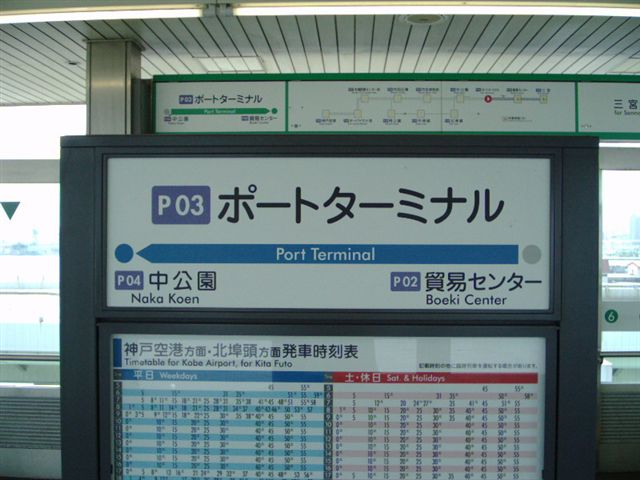
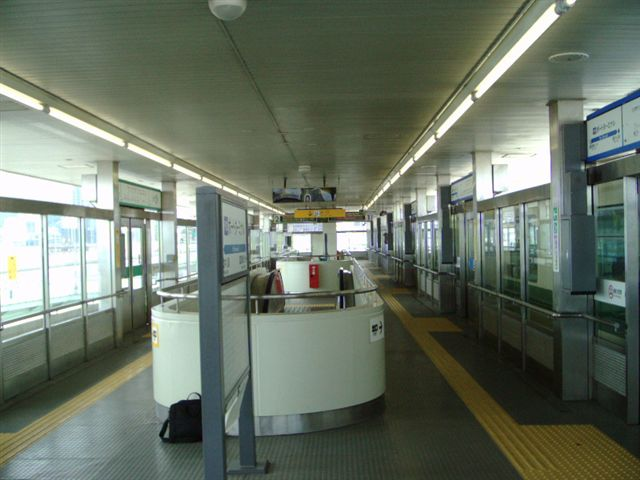
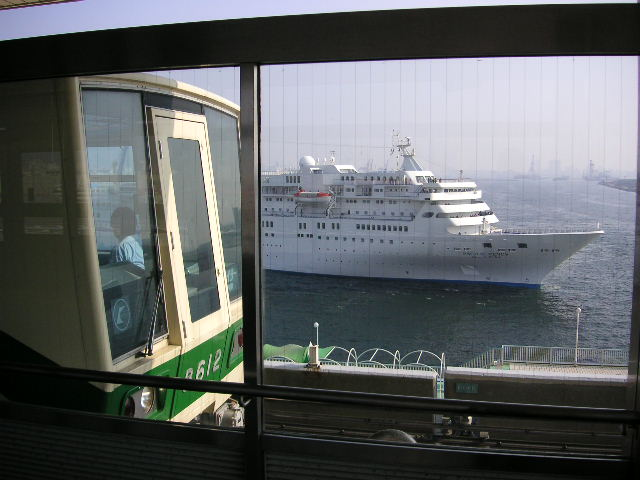

### Intermodalité
La gare est en correspondance avec le terminal passagers, desservi par des ferrys et des navires de croisières, du port de Kobe.

## À proximité
- Port de Kobe